# Oryzomys albiventer
Oryzomys albiventer é um roedor do gênero Oryzomys da família Cricetidae do interior do oeste do México, nos estados de Jalisco, Guanajuato e Michoacán. Descrito pela primeira vez em 1901 como uma espécie separada, foi posteriormente incluído no O. couesi [en] e no O. palustris até ser reintegrado como espécie em 2009. Ele difere das populações vizinhas de Oryzomys em tamanho e medidas e é uma espécie grande, de cores vivas, com cauda longa e crânio e molares robustos. Sua área de distribuição foi muito afetada pelo desenvolvimento agrícola, mas acredita-se que populações isoladas ainda existam.

## Taxonomia
Oryzomys albiventer foi descrito pela primeira vez por C.H. Merriam, em 1901, com base em dez espécimes de Ameca, Jalisco, que batizou o animal de albiventer devido à cor branca de suas partes inferiores e o considerou parente mais próximo de Oryzomys aquaticus (atualmente incluído em Oryzomys couesi). Dois anos depois, D.G. Eliot descreveu o Oryzomys molestus com base em um único indivíduo de Ocotlán, Jalisco; o nome molestus significa “incômodo, irritante”. Eliot considerou Oryzomys fulgens, outro sinônimo atual de O. couesi, como o parente mais próximo de sua nova espécie. Em sua revisão de 1918 sobre Oryzomys norte-americanos, E.A. Goldman avaliou o holótipo de O. molestus, um macho velho, como meramente um grande exemplo de albiventer, e reduziu o albiventer a uma das muitas subespécies de O. couesi e considerou-a estreitamente relacionada com três outras formas mexicanas das terras altas. Em 1960, E.R. Hall argumentou que o O. couesi era a mesma espécie que o O. palustris dos Estados Unidos e listou o albiventer como uma subespécie deste último. Mais tarde, o O. couesi foi novamente aceito como separado do O. palustris, mas o O. albiventer ainda era classificado como O. couesi.
Em uma revisão de 2009 do Oryzomys do oeste do México, M.D. Carleton e J. Arroyo-Cabrales observaram diferenças substanciais na coloração e nas medidas entre as populações das terras altas (albiventer) e as populações das terras baixas (mexicanus) em Jalisco. Com base nessas diferenças, eles reconheceram o O. albiventer como uma espécie separada das populações das terras baixas, que classificaram como O. couesi. Eles confirmaram que o molestus de Eliot era baseado em um grande exemplar de O. abiventer, mas deixaram em aberto a classificação das três formas que Goldman havia associado ao albiventer - crinitus, aztecus e regillus -, observando que não havia evidências convincentes de que elas representavam a mesma espécie de O. albiventer. A identidade e a procedência exata do fulgens (supostamente do Vale do México) e, consequentemente, sua relação com o O. albiventer, permanecem desconhecidas.
O O. albiventer faz parte do gênero Oryzomys, que atualmente inclui cerca de oito espécies distribuídas do leste dos Estados Unidos (O. palustris) ao noroeste da América do Sul (O. gorgasi). O O. albiventer também faz parte da seção O. couesi, centrada no amplamente difundido O. couesi da América Central e também inclui várias outras espécies com distribuições mais limitadas e periféricas. Muitos aspectos da sistemática da seção O. couesi ainda não são claros e é provável que a classificação atual subestime a verdadeira diversidade do grupo. Oryzomys incluía anteriormente muitas outras espécies, que foram progressivamente removidas em vários estudos, culminando em uma contribuição de Marcelo Weksler e colaboradores em 2006, que removeu mais de quarenta espécies do gênero. Todas são classificadas na tribo Oryzomyini (“ratos de arroz”), um conjunto diversificado de roedores americanos com mais de cem espécies, e em níveis taxonômicos mais altos na subfamília Sigmodontinae da família Cricetidae, juntamente com centenas de outras espécies de pequenos roedores.
Em 1904, Eliot usou o nome popular “white-bellied rice rat” (rato de arroz de barriga branca) para O. albiventer e “Ocotlan rice rat” (Rato de arroz de Ocotlan) para O. molestus. Em 1918, Goldman também usou “white-bellied rice rat” para O. albiventer.

## Descrição
Oryzomys albiventer é um Oryzomys grande e de cauda longa. As partes superiores são brilhantemente ocráceas, tornando-se mais acinzentadas em direção à frente. Os pelos nas partes inferiores são cinza-claro perto das bases e brancos na metade externa, de modo que as partes inferiores parecem cinza-claro de acordo com Carleton e Arroyo-Cabrales (não brancas, como afirma Merriman). A cauda é escura na parte superior e clara na parte inferior. O crânio e os molares são relativamente robustos. O O. albiventer tem arcos zigomáticos (maçãs do rosto) largos, forames incisivos [en] longos (perfurações do palato entre os incisivos e os molares) e ossos nasais longos que se estendem atrás dos ossos pré-maxilares. Em comparação com seu parente das planícies, o O. couesi mexicanus, o O. albiventer é maior e tem cores mais vivas e molares maiores, mas forames incisivos mais estreitos.
Em doze espécimes, o comprimento total é de 245 a 314 mm, com média de 285,4 mm; o comprimento da cabeça e do corpo é de 116 a 142 mm, com média de 130,0 mm; o comprimento da cauda é de 129 a 173 mm, com uma média de 155,4 mm; o comprimento do pé traseiro é de 33 a 40 mm, com uma média de 36,1 mm; e o comprimento do crânio (comprimento occipitonasal) é de 30,0 a 34,5 mm, com uma média de 32,9 mm.

## Distribuição e conservação
O O. albiventer é encontrado a cerca de 1.200 a 1.800 m de altitude no norte de Michoacán, sul de Guanajuato e centro e leste de Jalisco, principalmente na área ao redor do Lago de Chapala. Sua área de distribuição passou por um desenvolvimento agrícola maciço e, embora as populações possam sobreviver, a distribuição atual da espécie é certamente muito fragmentada. São necessários mais trabalhos de pesquisa para avaliar a distribuição e a classificação do O. albiventer.